# Liste des personnages de l'Univers de Zep
Cet article est une liste référençant les personnages de l'univers de Zep.
Les personnages principaux peuvent être identifiés dans les articles suivants :
- Titeuf
- Les Minijusticiers
- Captain Biceps
- Les Chronokids

## Personnages deVictor n’en rate pas une!!
- Victor, héros de l'histoire, un jeune imprimeur « à la coiffure bulboïde » travaillant chez son grand-père.
- Le grand-père de Victor
- Vanille, la voisine et l'amour secret de Victor.

### Léon Coquillard
- Léon Coquillard, un officier irréductible ne se séparant jamais de son uniforme et dont la principale occupation est de faire suivre le service militaire à son fils en attendant l'ennemi.

## Personnages deAmanite Bunker
- Kradok, un punk toujours furieux avec un blouson noir.
- Les nazis qui attendent la relève de concerts, de réinsertion sociale et d'égouts débordant.
- Lo

## Personnages duTragique mais Véritable Destin de Martial Disnet
- Martial Disnet
- Jean-Manuel Grob

## Personnages desAmours contrariées de Calin & Label
- Calin
- Label

## Personnages desFilles électriques
- Robert, le héros principal de ces aventures. C'est un adolescent âgé de quinze ans. Comme tous les adolescents de son âge, il ne pense qu'à deux choses : les filles et le sexe. Malheureusement pour lui, contrairement aux autres garçons de son école, il n'arrive pas à conclure et toutes ses tentatives finissent par des échecs cuisants ! Est-ce que sa timidité, son duvet de moustache et sa peau grasse y seraient pour quelque chose ? Pourtant, Robert fait le maximum : être un confident, inviter la fille au concert ou au cinéma, s'intéresser à elle et faire les mêmes activités qu'elle, demander à un copain de faire sa déclaration à sa place, écrire des poèmes, consoler une fille qui vient de se faire larguer... en vain. Heureusement, Robert ne se décourage pas et tombe rapidement amoureux d’une autre. Il aimerait tant réussir à en séduire une, pour être comme les autres et pouvoir frimer devant les copains.

### Les amis de Robert
- Gégé est le meilleur ami de Titeuf. Il possède un chien, comme François dans Titeuf. Lui non plus n'a pas beaucoup de succès auprès des filles. C'est d'ailleurs un peu pour ça qu'ils sont copains. Si Gégé plaisait aux filles, lui et Robert ne serait certainement pas amis. Il est souvent désespéré par la naïveté de Robert.
- Yann sort avec Anne-Marie.
- Pietro sort avec Sophie.
- Laurent est un garçon qui sort avec Christelle.
- Serge est le stéréotype du frimeur de service. Il est toujours amoureux de la même fille que Robert. Quand Robert lui demande de parler à sa place à Catherine et qu'il lui dicte ce qu'il devra dire, il dit « Ouais, ouais...Elle te fait bander, quoi ! ». Robert ne se rend pas compte qu'il l'a trompé et qu'il sort avec Catherine.
- Olivier, un des meilleurs amis de Robert. Il est un personnage récurrent dans la bande dessinée, et il apparaît aussi dans L'enfer des concerts et Découpé en tranche. Il est très généreux, n'hésitant pas à proposer à Robert de sortir avec une fille présente sur un posteret à lui prêter son appareil-photo. Il est aussi fan de Brad Pitt.
- Un lycéen dont le prénom est inconnu qui conseille à Robert la « branlette tropicale » qui consiste à mettre de la pommade vicks sur le pénis, ce qui produit le jungle-délire. Comme selon lui, « on est là pour apprendre », Robert en parle à un petit garçon.

Il est seulement désigné par « le salaud », car la branlette tropicale  brûle Robert à cause de lui.
- Kimo, avec ses cheveux blonds et ses lunettes, qui dit à Robert de faire gaffe aux auréoles et l'appelle « Saint-Robert », ce que Robert appelle « la poésie de Kimo ».
- Franck, qui trouve que Robert a mauvais goût et dit que « y en a qui doutent de rien ».
- Laurent est maladroit mais serviable. Alors que Robert enlace une fille, il lui annonce que Nadine veut sortir avec Robert, ce qui rend folle de jalousie la petite amie de Robert.
- Paolo est un homme musclé qui sort avec Louise et qui s'est fait tatoué son nom sur l'épaule.
- Yves invite Robert et Gégé chez lui afin de profiter de l'absence de sa famille pour voir un film pornographique.
- Alex, BenoîtetDidier sortent avec Claire.
- François
- Manu

### Les filles que Robert veut draguer
- Anne-Marie sort avec Yann.
- Sophie sort avec Pietro.
- Christelle est un garçon qui sort avec Laurent.
- Robert « vit une petite idylle » avec Loriane. Il lui récupère un cheveu et le conserve comme si c'était Loriane, mais le cheveu perd sa valeur depuis que Serge trouve un poil d'elle.
- Madame Raymond est la bibliothécaire chez qui Robert vole des pages dans des revues pornographiques.
- Louise, la petite-amie de Paolo.
- Marie-Dominique est une fille qui n'apparaît pas dans la bande dessinée mais qui est mentionnée par Robert, qui veut se faire tatouer son nom.
- Léa est une fille avec qui Robert veut sortir car il n'est pas assez costaud pour se faire tatouer le nom de Marie-Dominique et qu'elle est plutôt maigre.
- Hélène, qui est assise devant Robert en classe, et à qui Robert demande toujours sa gomme pour en garder les poussières dans un bocal. Trois semaines plus tard, lorsqu'il s'est décidé à lui parler, il n'a rien pu dire d'autre que lui demander sa gomme.
- Véronique, une des seules filles qui aiment Robert. Elle boit un verre avec lui et devient complètement soûle, si bien que lorsque Robert l'embrasse, elle vomit sur ses chaussures.
- Mylène n'aime pas Robert et l'ignore, et sort avec Carlo. Robert croit qu'elle fait semblant de l'ignorer et qu'elle joue la comédie pour le taquiner.
- Pendant leurs vacances, Robert et Gégé rencontrent deux suédoises, dont l'une s'appelle Solweig. Mais lors d'un bain de minuit, alors que Robert déclare sa flamme à Solweig, celle-ci sort de l'eau car elle a involontairement touché son pénis en érection.
- Aïcha n'est pas vue dans la BD, car elle est absente quand Robert veut la voir et qu'il fait croire à son père qu'il veut réviser des cours avec elle pendant les vacances d'été. Finalement, le père d'Aïcha l'aide à réviser, bien que ce n'est pas ce qu'il voulait faire (la vraie raison pour laquelle il voulait la voir est inconnue).
- Monica est une Brésilienne qui, selon Robert, « est tout le brésil ». Elle se lie d'amitié avec lui mais lorsqu'elle déjeune avec Robert, un jeune homme, sûrement son petit-ami, dénommé Miguel, le voit et fait une crise de jalousie.
- Nadine, avec ses lunettes, est follement et secrètement amoureuse de Robert. Elle n'est pas sans rappeler Ze t'aime dans Titeuf et Hinata Hyûga dans Naruto. C'est avec elle qu'il perd son pucelage, sans savoir qu'il s'agissait de Nadine à cause de l'obscurité.
- Robert sort avec Stéphanie lors de la fête de fin d'année mais est avec un autre garçon le jour de la rentrée, après être allé faire du camping avec des copains.
- Isabelle donne rendez-vous à Robert devant l'entrée d'une boîte, mais le temps qu'il retrouve la boîte, elle s'entiche d'un autre garçon.
- Quand Robert essaie de parler à Catherine, « tous les poètes se bousculent dans sa gorge ». Il lui glisse un billet dans sa poche, mais son pantalon ayant été lavé, seul le nom est lisible et Robert nie le fait qu'il a écrit le billet. Il demande à Serge de dire à Catherine tout ce qu'il voulait lui dire, mais sans qu'il n'en prenne conscience, Serge sort avec Catherine après lui avoir fait croire que tous ces mots venaient de lui-même.
- Valentine n'est pas du tout susceptible aux moqueries de ses camardes et il se pourrait qu'elle soit sorti avec la moitié des garçons du lycée. Robert l'a invité au cinéma, mais l'a juste remercié au lieu de l'embrasser.
- Lorsque Lisa est larguée par Serge, Robert la réconforte, mais elle préfère être copain avec lui plutôt que sortir avec lui.
- Pour séduire Laure, Robert est prêt à faire les mêmes activités qu'elle, ce qui se révélera inutile.
- La postière, du guichet 7, est une beauté fatale qui excite Robert. Si bien qu'il collectionne des timbres pour la voir.
- Mademoiselle Buhler est le professeur d'anglais. Lorsqu'elle lui reproche de copier sur sa voisine, Robert prend cela pour une crise de jalousie. Il croit aussi qu'elle veut sortir avec lui lorsqu'elle le colle.
- Chen et Murièle refusent de poser pour les photos de Robert. Seule Claudia est d'accord mais est remplacée par sa cousinecorpulente au dernier moment.
- Claire sort avec une grande quantité de garçons, comme Valentine, mais jamais avec Robert, qui pense naïvement qu'elle sort avec tous les garçons du lycée par ordre alphabétique, puis par ordre de dates de naissance.
- Solange est une fille qui invite Robert à son anniversaire mais Robert salit son miroir en perçant un bouton.
- Chloé adore les concerts. Du coup, Robert doit la porter et lorsqu'il lui déclare sa flamme, elle n'entend rien car ses oreilles sifflent.
- Lucie va dans un photomaton avec Robert pour partager le prix en deux de la photo pour la carte d'étudiant. Il tente de l'embrasser lors du flash, mais elle ne se laisse pas faire et le gifle.
- Bénédicte adore nager et fait facilement un mille mètres crawl.
- Dans le bus de 7H45, Robert peut voir l'inconnue du bus à qui il glisse une lettre d'amour dans son sac, mais croyant qu'il la vole, elle lui donne un cocard et il décide prendre le bus de 7H28.
- Robert voudrait écrire un poème à Françoise pour la conquérir, mais se souvenant qu'elle est vulgaire et familière, il décide de lui écrire ses textes.
- Marielle a beaucoup moins de classe que sa mère « formidable, accueillante, pleine d'attentions, subtile et dynamique ». Elle sort avec Yvan.
- Florence a un poil sur un de ses seins, ce à quoi Robert ne s'attendait pas du tout. Il enlève donc le poil au lieu d'embrasser Robert et reçoit un cocard.
- Justine s'inscrit avec Robert au ciné-club et réagit avec émotion et expression à chaque genre de film.
- Laura n'est pas montrée dans la BD alors qu'elle devait aller chez Robert.
- Marie-Paule est une amie de Robert très sportive. Son petit-ami, Fausto, est jaloux et Robert échappe de justesse à ses coups.

## Personnages deL’Enfer des concerts
- Zep, ici mélomane et fan de concerts mais fait plusieurs fois face à leurs inconvénients.
- Momo, le meilleur ami de Zep.
- Sheryl Crow, une chanteuse américaine originaire de Kennett dans l’État du Missouri. Sa musique est un mélange de rock, de pop, de folk et de country.
- Un fan de Sheryl, un ami de Zep au prénom inconnu qui trouve le moyen de photographier dans un concert en utilisant un micro-boîtier numérique et en cachant l'objectif dans son slip, entre les fesses. Mais un des spectateurs s'impatiente et donne un coup de pied aux fesses du garçon, qui est contraint de se dépêcher de déféquer pour sortir l'objectif.
- Dire Straits, un groupe de rock britannique créé durant l'été 1977 par Mark Knopfler (guitare et chant), David Knopfler (guitare), John Illsley (guitare basse) et Pick Withers (batterie).
- Une femme qui tombe amoureuse de Zep lors d'un concert.
- Kl, le fiancé de cette femme qui, jaloux, frappe Zep.Il est vêtu d'une casquette jaune, d'un T-shirt orange où est marqué « Kl » et a une montre rouge. Pendant que Zep et sa fiancée faisaient connaissance, il allait chercher un verre pour elle et lui.
- Une amie de Zep à qui ce dernier montre des choses qui appartiennent à Led Zeppelinet qui ressemblent aux affaires d'autres groupes de musiques. Pour ne pas se laisser faire, elle lui montre le même sabot de voiture qu'après le concert de Lou Reed.
- Led Zeppelin
- Jimmy Page
- Robert Plant
- Joe Cocker, est un chanteur de rock anglais et de blues. Zep l'appelle le « vilain bonhomme plein de tics ».
- Les danseuses du light show de Joe Cocker.
- Les Rolling Stones
- Les Groupies des Rolling Stones.
- save the planet
- Greenpeace (seulement mentionné)
- Les boomdeadjoplins dont le batteur Roger est absent. À cause de son retard, lassé d'attendre, le public s'en va.
- U2, un groupe irlandais de rock formé en 1976 à Dublin. Il est composé de Bono (Paul Hewson) au chant, The Edge (David Evans)  à la guitare, au piano et au chant, Adam Clayton à la basse et Larry Mullen Junior à la batterie.
- Henri Dès, un auteur-compositeur-interprète suisse principalement connu pour son répertoire pour enfants.
- Le neveu de Zep, très jeune et admirateur de Henri Dès (il va même jusqu'à sauter sur son fauteuil lorsque le chanteur dit « Tapez des mains »).
- Bluzk.
- Serge
- Rem, un groupe de rock américain formé  en 1979 à Athens (Géorgie) par Michael Stipe (chant), Peter Buck (guitare), Mike Mills (basse) et Bill Berry (batterie)
- Brad Pitt (seulement mentionné), un acteur et producteur de cinéma américain né le 18 décembre 1963 à Shawnee, dans l'État de l'Oklahoma
- Seven
- Les techniciens sont des gens du public qui font des commentaires sur les instruments de musiques alors que Zep, qui est juste à côté, enregistre la chanson. Malgré le fait que Zep, excédé, leur ai expliqué qu'il enregistrait, ils s'excusaient mais posaient plein de questions sur l'identité de l'enregistreur.
- Les Beatles, un groupe musical originaire de Liverpool, composé de John Lennon, Paul McCartney, George Harrison et Ringo Starr. Il demeure, en dépit de sa séparation en 1970, l'un des groupes de rock les plus populaires au monde.
- Janet Jackson, une chanteuse pop afro-américaine et actrice de cinéma. Zep l'imagine toute nue.
- Eros Ramazotti
- Neil Young, un chanteur et guitariste de folk, country et rock canadien
- Bob Dylan, un auteur-compositeur-interprète, musicien, peintre, poète américain, une des figures majeures de la musique populaire depuis cinq décennies, dont Zep a le mouchoir.
- Un homme, peut-être un ami de Zep, qui ne sourit pas tout le long de la planche Bob Dylan et qui accompagne Zep à un concert de Bob Dylan, ce qui l'oblige à faire trois heures de route. Zep lui promet qu'il verra la vie autrement après le concert, mais les barrières sont à dix mètres de la scène, les paroles de la chanson de Bob Dylan sont incompréhensibles, ils ont droit à huit minutes d'harmonica et le concert se finit plutôt qu'il ne le pensait. Après la fin du concert, il rentre furieusement chez lui en voiture, en abandonnant Zep à trois heures de route et en disant « maintenant oui...je vois la vie autrement ».
- Le groupe de péruviens que Zep voit partout sauf à Lima.
- Madonna, une  chanteuse,  danseuse, actrice, productrice, mannequin, écrivain et réalisatrice américaine
- 2D Ratamer, un groupe qui fait monter les gens sur scène.
- Bruce Springteen, dont Zep a le médiator.
- Keith Richards (seulement mentionné), guitariste rythmique et le deuxième chanteur (après Mick Jagger) du groupe de rock britannique The Rolling Stones, fondé par Brian Jones puis rejoint par Mick Jagger et Ian Stewart, en 1962, dont Zep a la cigarette.
- Prince, un musicien, chanteur, compositeur, et producteur de funk et de pop américain. Il a pulvérisé le pocket de Zep.
- Elton John, un chanteur et compositeur britannique, dont Zep a récupéré un cheveu.
- Slash, un guitariste américain dont Zep a un fragment de sa guitare
- Alanis Morissette, une chanteuse de rock canadienne.
- Le handicapé que Zep ne veut pas amener au concert.
- Pauline est hystérique au concert de U2.
- Marc dérange tout le temps Zep durant le concert de Bob Dylan et l'empêche d'écouter les chansons car il ne comprend pas ce qu'il dit.
- Bill se sert de Zep pour qu'il le cache afin de pouvoir prendre une photo des Rolling Stones sans être vu.
- Zep doit porter Marie-Laure pour voir deux, trois ou quatre chansons. Même quand elle voit bien, elle laisse quand même Zep continuer à la porter.
- Yves, un gros jeune homme, est ovationné et saute sur la foule, y compris Zep, et l'écrase dans les concerts de Mano Negra.Il toujours sur Zep pour le rattraper.
- Les deux jeunes hommes amis de Zep qui apparaissent dans le gag retour de concert et chantent à tue-tête Sunday Bloody Sunday.
- Les militaires
- Phil Collins,un musicien, auteur-compositeur, chanteur et acteur britannique, est absent et est remplacé par les Wonder Boys.
- Eric Clapton, un guitariste, chanteur et compositeur de blues et de rock britannique
- The Wailers, un groupe jamaïcain fondé en 1963 par Nesta Robert Marley (connu plus tard sous le nom de Bob Marley), Neville Livingston (connu plus tard sous le nom de Bunny Wailer) et Winston Hubert McIntosh (connu plus tard sous le nom de Peter Tosh).
- AC/DC, un groupe de rock australo-britannique formé à Sydney en 1973 par les frères Young, Angus et Malcolm Young.
- Pete Townshend, un guitariste et un auteur-compositeur de rock britannique
- Jerry Lee Lewis, un chanteur-pianiste américain de rock 'n' roll et de country.
- Jimi Hendrix, un guitariste, auteur-compositeur et chanteur américain, fondateur du célèbre groupe anglo-américain The Jimi Hendrix Experience, actif de 1966 à 1970.
- The Doors, un groupe de rock américain fondé en juillet 1965 à Los Angeles, Californie, et dissout en 1973, deux ans après la mort du chanteur Jim Morrison.
- Michael Jackson, un chanteur, danseur-chorégraphe, auteur-compositeur-interprète, acteur et réalisateur américain.
- Sting, un musicien et chanteur britannique, et occasionnellement acteur de cinéma.
- Boy George, un chanteur, musicien et disc jockey britannique.
- Jamiroquai, un groupe de musique britannique, mené par le chanteur Jay Kay.
- Le concierge qui en a marre que les gens urinent à côté de l'urinoir. Il ne connait pas bien l'anglais, car il marque sur le mur : « Respect the concierge, stop pissing à côté », alors que l'on apprend au collège que « à côté » se dit « next to » et que « pissing » en anglais n'existe pas.

## Personnages deZep à Sierre
- Zep
- Morris
- Coyotte est un homme barbu de large envergure avec des lunettes. Il ressemble au stéréotype du motard. Il est vêtu d'une veste et est beaucoup tatoué, notamment d'un tatouage « Born to pète ta gueule », ce qui signifie « Né pour péter ta gueule » en français. Son apparence n'est pas sans rappeler « Born to pète ta gueule » dans Titeuf. Sur son T-shirt est marqué « Liteul Kevin ». Il discute avec Zep pendant ses dédicaces, et les gens croient qu'il est le garde du corps de Zep.
- Astérix est un guerrier gaulois et le héros des aventures.
- Tintin est un personnage de fiction créé par le dessinateur belge Hergé apparu pour la première fois dans la bande dessinée Tintin au pays des Soviets en 1929. Toujours accompagné de son chien Milou, ce jeune reporter est le personnage principal de la série de bandes dessinées Les Aventures de Tintin.
- Achille Talon est un quadragénaire ventripotent au nez énorme et à la calvitie généreuse, bourgeois suffisant et vaniteux, célibataire (malgré ses projets de mariage avec Virgule de Guillemets, marquise de son état), velléitaire et maladroit, individualiste et narcissique, grandiloquent sinon prolixe, aimant pontifier (il se présente habituellement comme « Achille Talon, érudit ») - si l'on en croit son auteur, « il est généreux, mesquin, pacifiste, agressif, progressiste, bourgeois, désintéressé, jaloux, intrépide et quelque peu capon. En somme, brave et honnête comme vous et moi... » ;
- Donald Duck un personnage de fiction développé, entre autres, par l'animateur Dick Lundy1 en 1934 pour le compte des studios Disney.

## Personnages deMes héros de la bande dessinée
- Zep
- Jean-Jacques Goldman, un auteur-compositeur-interprète français, et également producteur, de variété et de pop rock principalement.
- Le chien rockeur
- Mickey Mouse, un personnage de fiction appartenant à l'univers Disney, apparaissant principalement dans des dessins animés et dans des bandes dessinées. Véritable ambassadeur de la Walt Disney Company, il est présent dans la plupart des secteurs d'activité de la société, que ce soit l'animation, la télévision, les parcs d'attractions ou les produits de consommation.

## Personnages deFaut pô se laisser faire
- Titeuf
- Harim
- Puduk'
- Les handicapés, aidés par Titeuf, leur porte-parole.
- Jean-Baptiste Richardier, le directeur de Handicap International
- Mademoiselle Biglon
- Basil

## Personnages desMinijusticiers
- Supercassepipe: un canard maladroit qui blesse tout le temps.
- Greg : Un cochon qui pète tout le temps.
- Le Grand Méchant Loup qui tente de manger Greg qui, sans se rendre compte de sa présence, l'asphyxie avec une flatulence.
- Jean-Louis : Un panda qui est une vraie tête en l'air.
- Les parents divorcés de Jean-Louis.
- Li, la copine chinoise de Jean-Louis.
- La tante de Jean-Louis. À la suite d'une dispute avec son mari, elle a été abandonnée par lui et pleure abondamment.
- L'oncle de Jean-Louis qui se dispute avec sa femme et, dans un accès de rage, prend l'avion. Jean-Louis parvient à les réunir.
- Superboum : Une souris qui fait exploser sa fusée en voulant la faire marcher.
- Jean-Loup : Un gros hippopotame.
- Gaspard : Un chat qui sent très mauvais des pieds.
- La sœur et les frères de Gaspard. Ils ne supportent pas l'odeur des pieds de Gaspard. Ils se moquent ensuite du costume de Superpudépié de leur frère. L'un de ses frères finit par être transformé en singe et la peau de sa sœur se recouvre d'écailles.
- Le chien du boucher mord très souvent les gens. Gaspard fait qu'il n'a qu'une seule dent.
- Éliette : Une vache qui porte des lunettes.
- Le grand Dédé : Un loup, chef de bande qui aime terroriser. Eliette lui tient tête et esquive le coup qu'il allait lui donner, ce qui la rend populaire dans son école. Dans la série animée, le grand Dédé s'appelle « Gros Loup » et n'a pas le même physique.
- Igor : Un chien qui est tout le temps enrhumé (dont la morve lui coule sans cesse du nez).
- Natacha : Un petit poussin qui est maniaque de la propreté.
- Petit Louis : Une souris dont la petite taille pose ironiquement de grands problèmes. Dans la série animée, il s'appelle P'tit Louis.
- Sasha : Un grand rat méchant et racketteur.
- Un renard ami de Sacha.
- Un vieux marchand souris aux longs cheveux gris et souriant qui offre une paire de gants de boxe à Petit Louis.
- Un cochon méchant qui agresse une vieille femme et qui est vaincu par Petit Louis.
- La belle Flore, qui ressemble à Minnie Mouse et qui est l’amoureuse de Petit Louis. Elle est très différente dans la série animée.
- Dino : Un gros dinosaure vert de la bande à Gros Loup. Dans la série animée, il porte une cagoule.
- Rémi : un petit âne âgé de 4 ans qui dit toujours « PIPI ».
- Le cousin de Rémi qui débute en ski alpin.
- La mamie de Rémi, que Rémi « trouvait pas gentille, mit le pied sur une de ses billes et s'effondra dans le plat de lentilles ».
- Les parents et le frère de Rémi.
- Olivier : Un chien tellement discret qu'on en vient à l'oublier.
- Arthur : Un raton-laveur mou.
- La mère d'Arthur
- Philippe est un chien très gentil mais incompris par tout le monde, sauf par Charles le chat « à la tête de pirate ». On peut reconnaître Titeuf à travers le personnage de Philippe.
- Paco : Un guépard qui fait plein de cascades.

## Liste des personnages deCaptain Biceps
- Captain Biceps
- Raymonde, la mère envahissante de Captain Biceps. C'est une petite femme rondelette autoritaire et infantilisante.
- Kiki, le chien de Captain Biceps que ce dernier abandonnera à cause de son inutilité.
- Génius Boy, le deuxième assistant de Captain Biceps qui se fera malencontreusement embroché par alaktra mi-femme, mi-ninja.
- Tous les ennemis de Captain Biceps

## Liste des personnages desPortraits de Titeuf
- Titeuf

## Liste des personnages duMonde deZep

### Introduction
- Zep
- Superpasdetête
- Titeuf
- Superprout et Superfort
- Franquin
- Des personnages de Mes Héros de la Bande Dessinée (le chien rockeur, Jean-Jacques Goldman et Mickey Mouse)
- Des personnages de Zep à Sierre (Morris, Coyotte, etc.)
- Monsieur Cryptogame
- Les animaux de Sol en Cirque.
- La « vraie » Nadia

### L’Enfance
- Supercassepipe
- Puduk'
- Personnages du Festival de la Bande Dessinée à Grenoble
- La souris marchand âgée offrant une paire de gants à Petit Louis, Superpasdetête, Eliette, Sacha, le renard, Superpascompris et son père dans Les minijusticiers
- Les personnages de Titeuf
- Tintin
- Milou
- Harim et les handicapés dans Faut pô se laisser faire
- Superpipi
- Arthur, le fils de Zep
- Kradok

### Les Héros
- Victor
- Vanille
- Le grand-père de Victor
- Léon Coquillard
- Les clans
- Babar
- Bart Simpson, Marge Simpson, Calvin et Hobbes, Son Goku, Snoopy, Kid Paddle, le Chat, Donald Duck, Achille Talon, etc. Plus de 90 personnages.
- Dardevil
- Astérix
- Hulk
- Les deux soldats Patapouf et filifer.
- Monsieur Jean
- Yves Chaland
- Greg
- Leo Baxendale
- Carl Barks
- Captain Biceps, Gaston Lagaffe, le Marsupilami, Spirou, Lucky Luke, Spiderman, les Schtroumpfs, Astroboy, Zip, etc.

### La Musique
- Jimi Hendrix
- Angelo Branduardi
- Richie Havens
- George Moustaki
- Cure Renaud
- Ray Charles
- les Stray Cats
- Camel
- Chuck Berry
- Neil Young
- Les Beatles
- Marilyn Manson
- Eminem
- Willy DeVille
- Jean-François Mathieu
- Les Rolling Stones
- Keb Mo
- Bob Dylan
- Hamster Jovial
- Lucien et Rocky de Margerin
- Poya Rock
- Pierre et le loup

### Amour et sexe
- Robert
- Zep
- Mausan
- Gmurf
- Spartacus
- Lancelot du lac
- D'Artagnan
- Casanova
- John Wayne
- Leonardo DiCaprio
- La belle Flore dans Les minijusticiers
- Dino dans Les minijusticiers

## Personnages deDécoupé en tranches
- Zep
- Hélène Bruller
- Arthur, le fils cadet de Zep
- Charles, le fils aîné de Zep
- le grand Diego, ennemi d'enfance de Zep jusqu'à ce qu'il découvre ses talents de dessinateur. Son surnom est le même que celui de Diego, un des méchants dans Titeuf.
- Adolf Hitler (pouvoir extraordinaire I)
- Rembrandt (pouvoir extraordinaire I)
- Jésus Christ (pouvoir extraordinaire I)
- Olivier

## Personnages deComment dessiner
- Zep
- Tébo (qui apparaît aussi dans le tome 10 de Titeuf, Nadia se marie)

## Personnages desChronokids
- Adèle
- Marvin
- L'antiquaire

## Personnages deHappy Sex
- Différentes filles
- Différents garçons